# Anna Prakaten
Anna Vitalyevna Prakaten, nata Sycheva (in bielorusso Ганна Пракацень?, in russo Анна Витальевна Пракатень?, conosciuta anche come Hanna Prakatsen; Minsk, 6 settembre 1992), è una canottiera bielorussa, naturalizzata prima russa e poi uzbeka.
Ha gareggiato per la Bielorussia fino al 2016, per la Russia dal 2019 al 2022 e per l'Uzbekistan a partire dal 2023. Durante i Giochi olimpici di Tokyo 2020 ha vinto la medaglia d'argento nel singolo femminile.

## Biografia
Anna Sycheva è nata a Minsk, in Bielorussia, il 6 settembre 1992. Ha frequentato inizialmente la locale scuola sportiva per bambini e giovani della riserva olimpica, ed in seguito si è iscritta all'Università statale bielorussa di cultura fisica, dalla quale si è diplomata nel 2014.
Nel 2011 ha sposato Alexei Prakaten, conosciuto durante il periodo di studio all'università, e ha preso il suo cognome. I due hanno divorziato pochi anni più tardi, ma Anna Prakaten ha continuato ad utilizzare il cognome dell'ex marito.
Ha iniziato a praticare canottaggio a livello internazionale nel 2010, vincendo la medaglia di bronzo ai Campionati mondiali juniores nel quattro di coppia, e partecipando ai Campionati mondiali U23 di Brėst, dove l'equipaggio bielorusso si è fermato alla finale B.
Ha fatto nuovamente parte dell'equipaggio bielorusso ai Campionati mondiali U23 nel 2011 (nel quattro senza), 2012, 2013 e 2014 (nell'otto), senza mai conquistare medaglie. Nel 2014 ha partecipato anche ai Campionati europei assoluti e ai Campionati mondiali, ed in seguito ai Campionati europei del 2015 e 2016, sempre nell'equipaggio dell'otto bielorusso.
Nel 2017 si è trasferita a San Pietroburgo, e l'anno successivo ha iniziato ad allenarsi con Andrei Kostygov. A partire dal 2019 si è unita alla squadra nazionale russa: ha vinto il campionato russo di canottaggio indoor, ha partecipato ai Campionati mondiali nella specialità quattro di coppia e ha vinto la medaglia d'oro ai Campionati mondiali di Coastal Rowing, in coppia con Vasilisa Stepanova.
Nel 2020 l'equipaggio russo del quattro di coppia è arrivato solo ottavo ai Campionati europei, mentre l'anno successivo ai  Campionati europei di Varese Prakaten ha conquistato l'oro nel singolo femminile. Sempre a Varese ha vinto la gara di qualificazione olimpica, guadagnando così il pass per partecipare ai Giochi Olimpici di Tokyo.
A luglio 2021 ha fatto parte della delegazione del Comitato olimpico russo alle Olimpiadi di Tokyo, vincendo la medaglia d'argento nel singolo femminile, alle spalle della neozelandese Emma Twigg e davanti all'austriaca Magdalena Lobnig.
Ad aprile 2023, vista l'impossibilità di gareggiare come atleta russa a livello internazionale, ha deciso di cambiare nuovamente la propria cittadinanza sportiva e di gareggiare come rappresentante dell'Uzbekistan. A settembre 2023 ha partecipato ai XIX Giochi asiatici tenutisi a Hangzhou in Cina, dove ha vinto la medaglia d'oro nel singolo femminile.
Il 20 luglio 2024 il Comitato Olimpico Internazionale ha accettato il suo cambio di nazionalità sportiva dalla Russia all'Uzbekistan, in vista della partecipazione ai Giochi olimpici di Parigi. A Parigi ha preso parte alla gara del singolo femminile, non riuscendo a qualificarsi per la finale maggiore e terminando in quinta posizione la finale B.

## Palmarès
- Giochi olimpici

Tokyo 2020: argento nel singolo femminile;
- Europei

Varese 2021: oro nel singolo femminile;
- Giochi asiatici

Hangzhou 2022: oro nel singolo femminile;
- Campionati mondiali di Coastal Rowing

Hong Kong 2019 : oro nel due di coppia